# Liste d'écrivains suisses
Liste des écrivains suisses par langue et par ordre alphabétique

## Francophones

### A
- Jacques Aeschlimann
- Jacques-Pierre Amée
- Henri-Frédéric Amiel
- Gisèle Ansorge
- Jean Rodolphe d'Arnay
- Paule d'Arx
- Fernand Auberjonois
- Raphaël Aubert

### B
- Claude-Inga Barbey
- Étienne Barilier
- Monique Bauer-Lagier
- Albert Béguin
- Jean-Luc Benoziglio
- Rafik Ben Salah
- René Berger
- Dorette Berthoud
- Charles Beuchat
- Hélène Bezençon
- S. Corinna Bille
- Pierre Billon (écrivain)
- Serge Bimpage
- Laurence Boissier
- Charles Victor de Bonstetten
- Léon Bopp
- Georges Borgeaud
- Michel Bory
- Alain de Botton
- Mousse Boulanger
- Nicolas Bouvier
- Thomas Bouvier
- Jacques-Étienne Bovard
- Anne Brécart
- Paul Budry
- Michel Bühler
- Julien Burri

### C
- Blaise Cendrars
- Maurice Chappaz
- Olivier Chapuis
- Pierre Chappuis
- Gaston Cherpillod
- Jacques Chessex
- Robert Chessex
- Charles-Albert Cingria
- Albert Cohen
- Catherine Colomb
- Bernard Comment
- François Conod
- Benjamin Constant
- Jeanlouis Cornuz
- Odile Cornuz
- Nicolas Couchepin
- Pierre Courthion
- Laure Mi Hyun Croset
- Jean-Noël Cuénod
- Anne Cuneo

### D
- Benoît Damon
- Claude Darbellay
- François Debluë
- Henri Debluë
- Yves Patrick Delachaux
- Laurence Deonna
- Corinne Desarzens
- Joël Dicker
- Sabine Dormond
- Antoine Dousse
- John Dubouchet
- Étienne Dumont
- Julien Dunilac
- Patrice Duret
- André Durussel
- Elisa Shua Dusapin
- Jean-François Duval

### E
- Isabelle Eberhardt
- Étienne Eggis
- Florian Eglin
- Pierre-Laurent Ellenberger

### F
- Guillaume Favre
- Louis Favre (écrivain)
- Fortunato Bartolomeo De Felice
- Nicolas Feuz
- Isabelle Flükiger
- Jean-Claude Fontanet
- Bastien Fournier
- Alain Freudiger
- Reynald Freudiger
- Vittorio Frigerio

### G
- Bertil Galland
- Émile Gardaz
- Valérie de Gasparin
- Isabelle de Gélieu
- Claire Genoux
- Francis Giauque
- Jean Villard (dit Gilles)
- Edmond Gilliard
- Jérémie Gindre
- Philippe Gindre
- José Giovanni
- Roland Godel
- Vahé Godel
- Othon de Grandson
- Anne-Lise Grobéty
- Jacques Guyonnet

### H
- Jean-François Haas
- Robert Hainard
- Georges Haldas
- Markus Hediger
- Alice Heinzelmann
- Jeanne Hersch
- Blaise Hofmann
- Claudine Houriet
- Oscar Huguenin

### I
- Joseph Incardona

### J
- Philippe Jaccottet
- Antoine Jaquier
- Franck Jotterand
- Huguette Junod
- Sarah Jollien-Fardel

### K
- André Klopmann
- Claire Krähenbühl
- Stéphane Krebs
- Agota Kristof
- Jean-Louis Kuffer

### L
- Monique Laederach
- Philippe Lamon
- Charles-François Landry
- Yves Laplace
- Michel Layaz
- Horia Liman
- Jean-Georges Lossier
- Jean-Marc Lovay

### M
- Daniel Maggetti
- Corinne Maier
- Ella Maillart
- Jane Marcet
- Alexis Maridor
- Claude Marti
- Janine Massard
- Pierre-Louis Matthey
- Olivier May
- Matthieu Mégevand
- Jérôme Meizoz
- Jacques Mercanton
- Maurice Métral
- Alphonse Mex
- Pierrette Micheloud
- Jon Monnard
- Jean-Pierre Monnier
- Marc Monnier
- Jean-Louis M. Monod
- Isabelle de Montolieu
- René Morax
- Patrick Moser
- Quentin Mouron
- Denise Mützenberg

### N
- Jacques Neirynck

### O
- Fred Oberson
- Daniel Odier
- Cilette Ofaire
- Jean-Michel Olivier
- Juste Olivier
- André Ourednik

### P
- Rose-Marie Pagnard
- Isaac Pante
- Pericle Patocchi
- Jean-Paul Pellaton
- Anne Perrier
- Liliane Perrin
- Michaël Perruchoud
- André Péry
- Lorenzo Pestelli
- Wildy Petoud
- René-Louis Piachaud
- Robert Pinget
- Claude Piron
- Georges Piroué
- Amélie Plume
- Guy de Pourtalès
- Eugénie Pradez
- Willy-André Prestre
- Jacques Probst

### R
- Philippe Rahmy
- Ferenc Rákóczy
- Mikhaïl W. Ramseier
- Charles-Ferdinand Ramuz
- Grisélidis Réal
- Noëlle Revaz
- Guillaume Rihs
- Alice Rivaz
- Emmanuelle Robert
- Alain Rochat
- Anne-Frédérique Rochat
- Jean-Pierre Rochat
- Édouard Rod
- Jean Romain
- Jacques Roman
- Virgile Rossel
- Gustave Roud
- François Rouiller
- Denis de Rougemont
- Daniel de Roulet
- Révérien Rurangwa
- Antoinette Rychner

### S
- Catherine Safonoff
- Monique Saint-Hélier
- Gemma Salem
- Thomas Sandoz
- Julien Sansonnens
- Léon Savary
- Jean-Pierre Schlunegger
- Frithjof Schuon
- Laurent Schweizer
- Olivier Sillig
- Anne-Marie Simond
- Daniel Simond
- Jean-François Sonnay
- Madame de Staël
- Marielle Stamm
- Anne-Lou Steininger
- Laurence Suhner

### T
- Pierre-Alain Tâche
- José Flore Tappy
- Paul Thierrin
- Anne-Lise Thurler
- Rodolphe Toepffer
- Gilbert Trolliet

### U
- Marie-Jeanne Urech

### V
- Aline Valangin
- Jean-Pierre Vallotton
- Yves Velan
- Nicolas Verdan
- Auguste Viatte
- Jean Violette
- Pierre Voélin
- Hank Vogel
- Alexandre Voisard
- Marc Voltenauer
- Jean-Bernard Vuillème

### W
- Pierre-Olivier Walzer
- Frédéric Wandelère

### Z
- Yvette Z'Graggen
- Maurice Zermatten
- Jean Ziegler

## Germanophones

### A
- Johannes Aal
- Jürg Amann
- Silvia Andrea
- Hedwig Anneler

### B
- Anna Bachofner
- Lukas Bärfuss
- Elisabeth Baumgartner
- Sibylle Berg
- Maja Beutler
- Peter Bichsel
- Silvio Blatter
- Johanna Böhm
- Ulrich Bräker
- Hermann Burger
- Erika Burkart
- Gertrud Burkhalter
- Clara Büttiker

### C
- Arno Camenisch
- Alex Capus

### D
- Martin R. Dean
- Rolf Dobelli
- Walter Matthias Diggelmann
- Friedrich Dürrenmatt
- Ralph Dutli

### F
- Alfred Fankhauser
- Konrad Farner
- Jürg Federspiel
- Max Frisch

### G
- Salomon Gessner
- Friedrich Glauser
- Eugen Gomringer
- Jeremias Gotthelf
- Kurt Guggenheim

### H
- Albrecht von Haller
- Lilli Haller
- Lukas Hartmann
- Eveline Hasler
- Hermann Hesse
- Ludwig Hohl
- Kim de l'Horizon
- Thomas Hürlimann

### I
- Pierre Imhasly

### J
- Urs Jaeggi
- Zoë Jenny

### K
- Helen Keiser
- Carl-Albert Keller
- Christoph Keller
- Gottfried Keller
- Christian Kracht
- Tim Krohn

### L
- Jürg Laederach
- Johann Kaspar Lavater
- Pedro Lenz (de) (1965-)[1]
- Charles Lewinsky
- Hugo Loetscher
- Cécile Ines Loos
- Carl Albert Loosli

### M
- Mani Matter
- Mariella Mehr
- Niklaus Meienberg
- Gerhard Meier
- Helen Meier
- Leonhard Meister
- Pascal Mercier
- Klaus Merz
- Conrad Ferdinand Meyer
- Olga Meyer
- Milena Moser
- Adolf Muschg

### N
- Melinda Nadj Abonji
- Paul Nizon

### O
- Urs Odermatt
- Meret Oppenheim

### P
- Sandra Paretti
- Erica Pedretti
- Johann Heinrich Pestalozzi
- Elisabeth Pfluger
- Max Pulver

### R
- Hans Reinhart

### S
- Johann Gaudenz von Salis-Seewis
- Hansjörg Schneider
- Jürg Schubiger
- Annemarie Schwarzenbach
- Ruth Schweikert
- Gerold Späth
- Carl Spitteler
- Johanna Spyri
- Peter Stamm
- Verena Stefan
- Albert Steffen
- Jörg Steiner
- Alain Claude Sulzer
- Martin Suter

### T
- Rudolf Trabold
- Tina Truog-Saluz

### V
- Jean-Pierre Vallotton
- Aglaja Veteranyi
- Walter Vogt

### W
- Maria Waser
- Robert Walser
- Jürg Weibel
- Hans Widmer
- Urs Widmer
- Otto Wirz
- Adolf Wölfli
- Johann David Wyss
- Laure Wyss

### Z
- Ernst Zahn
- Fritz Zorn
- Johann Heinrich Daniel Zschokke
- Matthias Zschokke

## Italophones

### B
- Yari Bernasconi
- Piero Bianconi

### C
- Francesco Chiesa

### F
- Andrea Fazioli
- Anna Felder
- Bastien Fournier
- Vittorio Frigerio

### J
- Fleur Jaeggy

### L
- Pierre Lepori

### M
- Daniel Maggetti
- Plinio Martini

### N
- Alberto Nessi

### O
- Giorgio Orelli
- Giovanni Orelli

### P
- Fabio Pusterla

### Z
- Giuseppe Zoppi

## Romanches

### B
- Flurinal Badel (de)[2]

### L
- Peider Lansel

### M
- Tista Murk

### P
- Andri Peer
- Oscar Peer